# マクラーレン・MP4-28
マクラーレン MP4-28 (McLaren MP4-28) は、マクラーレンが2013年のF1世界選手権参戦用に開発したフォーミュラ1カーである。

## 概要
2012年のMP4-27は（信頼性不足を除けば）パフォーマンス面では成功作となったが、マクラーレンは2013年シーズンに向けて、広範囲にコンセプトを変更したMP4-28を投入した。MP4-27ではすでに開発の限界が見えており、今後のシーズンを通して開発を進めるために変化を選択した。
MP4-27では低いモノコックに段差のないノーズを装着していたが、MP4-28ではモノコックを高くした上で、上面に化粧板（バニティパネル）を付けて段差を無くしている。チームの説明では、パネル装着による重量面のデメリットはほとんどないとしている。
また、「空力面で得られる利益」を検討した結果、フェラーリが前年のF2012で導入したプルロッド式フロントサスペンションに追随することになった。車体側のマウント位置が高く、サスペンションアームにはフェラーリよりも急な下半角が付けられている。
サイドポンツーンは先端位置が後退し、コクピットサイドに側面衝撃吸収構造がせり出すような格好になった。また、他チームにも模倣されたバルジ型のコアンダエキゾーストを継続使用している。
車体性能はこれまでにない不振ぶりで、入賞はあれど上位には食い込めず最高位は最終戦でのバトン4位、表彰台無しは1980年以来の事となった。コンストラクターズ成績も2～4位の300点台に対し100点台の総合5位に落ち込んだ。ペレスはバトンと比べ成績が劣ったうえ、無理なオーバーテイクを幾度か起こしたことでチームからの評価を下げてしまい僅か1年でチームから放出された。ただ、彼のスポンサーであるテルメックスが翌年のメインスポンサーになる可能性があったため、彼の残留も考えられていたが、育成ドライバーのケビン・マグヌッセンの起用を優先されたため、続投は見送られることとなった。
但し、車体性能は低かったものの3回の完走扱いを含めた結果、その年度のF1世界選手権に全て参戦して両ドライバー共に全戦完走した唯一の車両であった。

## スペック
ソース

### シャーシ
- シャーシ名 MP4-28
- シャーシ構造 マクラーレン製カーボンファイバー・コンポジット、前面および側面に衝撃吸収構造
- 前後サスペンション プルロッドとベルクランクによるインボード・トーションバーおよびダンパーシステム、ダブルウィッシュボーン
- 電子機器 マクラーレン・エレクトロニック・システムズ (MES) 製
- ボディワーク カーボンファイバーコンポジット
- タイヤ ピレリ P Zero
- 無線 ケンウッド
- ホイール エンケイ
- ブレーキキャリパー アケボノ
- マスターシリンダー アケボノ
- バッテリー GSユアサ
- ステアリング マクラーレン・パワーアシステッド
- 計器 マクラーレン・エレクトロニック・システム (MES) 製
- 塗装 アクゾ・ノーベル・カー・リフィニッシュ（シッケンズ製品を使用）

### エンジン
- エンジン名 メルセデス・ベンツ FO108F
- 気筒数・角度 V型8気筒・90度
- 排気量 2,400cc
- 最高回転数 18,000rpm
- バルブ数 32
- ピストン径 98mm
- 重量 95kg（FIA規定による最低重量）
- スパークプラグ NGK
- 燃料 エクソン・モービル製ハイパフォーマンス無鉛燃料（5.75％はバイオ燃料）
- 潤滑油 モービル1

### KERS
- KERS供給 メルセデス・ベンツ
- eモーター エンジン搭載型の電気モーター/ジェネレーター
- ESS 集積エネルギー電池および電動エレクトロニクス
- パワー 60kW

### トランスミッション
- ギアボックス マクラーレン製カーボンファイバー・コンポジット（リアの衝撃吸収構造も兼ねる）
- ギア数 前進7速、後退1速
- ギア操作 マクラーレン製シームレス・シフト、手動式フライ・バイ・ワイヤ
- クラッチ カーボン/カーボン、手動式フライ・バイ・ワイヤ
- 潤滑油 モービル1 SHCギアオイル

## 記録
| 年   | No. | ドライバー | 1   | 2   | 3   | 4   | 5   | 6   | 7   | 8   | 9   | 10  | 11  | 12  | 13  | 14  | 15  | 16  | 17  | 18  | 19  | ポイント | ランキング |
| 年   | No. | ドライバー | AUS | MAL | CHN | BHR | ESP | MON | CAN | GBR | GER | HUN | BEL | ITA | SIN | KOR | JPN | IND | ABU | USA | BRA | ポイント | ランキング |
| ---- | --- | ---------- | --- | --- | --- | --- | --- | --- | --- | --- | --- | --- | --- | --- | --- | --- | --- | --- | --- | --- | --- | -------- | ---------- |
| 2013 | 5   | バトン     | 9   | 17† | 5   | 10  | 8   | 6   | 12  | 13  | 6   | 7   | 6   | 10  | 7   | 8   | 9   | 14  | 12  | 10  | 4   | 122      | 5位        |
| 2013 | 6   | ペレス     | 11  | 9   | 11  | 6   | 9   | 16† | 11  | 20† | 8   | 9   | 11  | 12  | 8   | 10  | 15  | 5   | 9   | 7   | 6   | 122      | 5位        |

- 太字はポールポジション、斜字はファステストラップ。(key)
- † 印はリタイアだが、90%以上の距離を走行したため規定により完走扱い。